# Joco Udmanić
Joco Udmanić, pravo ime Josip, (Popovača ili selo Vidrenjak, oko 1843. – Potok kod Popovače, krajem veljače 1867.), bio je hrvatski hajduk. Smatra se posljednjim hajdukom Hrvatske u granicama Habsburškog carstva. Legenda je hrvatske narodne predaje, tzv. Robin Hood od Moslavine. Moslavački hajduk Joco Udmanić i njegova skupina bili su vrlo poznati i o njemu napisano je niz romana, pripovijetki, feljtona i novinskih članaka. Đuro Prejac napisao je i istoimenu operetu.

## Životopis
Josip Udmanić rođen je u Popovači ili selu Vidrenjaku oko 1843. godine. Rođen je u obitelji oca Petra, seljaka, i majke Jane, kućanice. Udmanić je imao još tri brata, Franju, Jurja i Miju, a najstarija bila je njihova sestra Jula. Udmanićev otac Petar Jocu je još kao sedmogodišnjaka, vodio sa sobom u razne krađe. Petar Udmanić bio je nakon jedne od krađa uhvaćen i zajedno sa sinom Franjom završio je u lepoglavskoj tamnici gdje je umro. Nakon što mu je otac odveden na robiju počeo je Udmanić krasti kako bi prehranjivao obitelj.    
Područje kojim je Udmanić djelovao prostiralo se je od Samoborske i Zagrebačke do Moslavačke gore. Vrhunac hajdukovanja Joce Udmanića i njegove hajdučke skupine bilo je razdoblje od 1865. do 1867. godine. Uz Jocu Udmanića u njegovoj hajdučkoj skupini bili su i hajduci Teodor i Jovan Uzelac, Đorđe Popović (Slijepčević), Petar Ciganin (Jovanović), Ivan Štimac, Stjepan Prosinečki i Ivan Jandrašanin, Petar Pero, a osim njih, povremeno se spominju i G. Vugrin, Medić, Damjanović, Kuzmanović i Pane. Udmanićevo hajdukovanje pratio je Pozor a družina je izazivala strah bogatih trgovaca, činovnika i svećenika. Uživala je potporu i popularnost u puku jer je Joco štitio seljake i povremeno im novčano pomagao. Nakon godina hajdučije i bježanja pred žandarmerijom, Joco Udmanić pogiba u Potoku, veljače 1867. godine kako tada prenosi i Gospodarski list (br. 12, str. 76, god. 1867.). ↓1
»»Pozor« je odmah objavio vijest kako je jedna oružnička patrola od 5 članova u selu Potoku kraj Ludine naišla na Udmanića u jednoj seljačkoj kući. Opkolila je kuću i pozvala ga na predaju, a kad je ovaj to odbio i počeo pucati, zapalili su kuću i prisilili ga da pucajući izađe van. Ubio je jednog oružnika, zatim jednoga ranio (bio je to Čeh V. Pražak) i dok se s trećim borio, prišao je ranjeni oružnik i iz kubure ubio Udmanića.«
Njegovo posljednje počivalište nije poznato. ↓2